# ACS Chemical Biology
ACS Chemical Biology (usualmente abreviada como ACS Chem Biol) es una revista científica revisada por iguales, publicada desde 2006 por la American Chemical Society. El objetivo de esta revista es difundir investigaciones originales de relevancia en la frontera entre la química y la biología expandiendo el campo en rápida expansión de la biología química. La revista está disponible en versiones impresa y electrónica, y está actualmente indexada en las principales bases de datos químicas, incluyendo Chemical Abstracts Service, Web of Knowledge de ISI, y  MEDLINE de NLM.

## Tipos de contenido
ACS Chemical Biology publica comunicaciones, artículos de investigación y revisiones, que son revisados por iguales. Además, se solicitan por encargo especial artículos que describen el contenido de la revista. Las comunicaciones describen hallazgos de interés general y tienen 5 páginas o menos, mientras que los artículos son investigaciones de conjunto, "de impacto inmediato, amplio y duradero". Habitualmente los artículos tienen unas 12 páginas o menos. Finalmente, las revisiones cubren los conceptos clave de interés para un amplio sector de los lectores.
El contenido editado en exclusiva en la web incluye podcasts, una wiki, y artículos publicados en línea antes de la impresión. ACS Chemical Biology ha publicado la primera estructura química tridimensional interactiva similar a la figura aparecida en la revista. Estas estructuras se pueden ver en un navegador web por medio de Jmol - un visor de estructuras de código abierto.

## Características interactivas
Las sociedades científicas, entre ellas la American Chemical Society, están interesadas en la difusión de información mediante tecnologías Web 2.0 tales como Wikipedia. Se espera que la incorporación de herramientas Web 2.0 a revistas como ACS Chemical Biology mejore el contenido y promocione una mayor colaboración. Además de las características tradicionales presentes en las revistas científicas, ACS Chemical Biology ofrece características interactivas. Entre estas se incluye  la sección "Pregunte a un experto" en la que los lectores envían preguntas que son dirigidas a expertos en ese campo. Otra característica interactiva es el wiki de biología química, que es un esfuerzo experimental en el campo de la publicación científica. Recientemente la revista instauró ChemBio WIKIspot, un club de revista en línea, con formato de wiki. El objetivo declarado de este club de revista es permitir a cualquier usuario escribir un comentario sobre un artículo científico o un sitio web que se considere de interés general para la comunidad de la biología química. Una vez al mes, se selecciona un comentario para ser publicado en la revista. Además,  la revista permite el envío de eventos de interés para los químicos y biólogos para su publicación en el sitio web.

## Premios
- Premio 2006 a la innovación en la edición de revistas, convocado por la división de publicaciones profesionales y académicas de la Association of American Publishers.[8]
- Segundo lugar en el Premio R.R. Hawking 2006, por el sobresaliente trabajo profesional, de referencia o académico.[8]

## Métricas de revista
2023
- Web of Science Group : 5.1
- Índice h de Google Scholar: 118
- Scopus: 4.415